# Уолло

Уолло на карте Эфиопии

Уолло (амх. ወሎ) — бывшая провинция (регион) Эфиопии, существовавшая в 1942—1994 годах. Располагалась в северо-восточной части страны. Столица — город Дэссе.
Провинция Уолло была образована в 1942 году после освобождения Эфиопии от итальянской оккупации.
По данным 1970 года провинция Уолло имела следующее административное деление:
| Субпровинции                            | Районы                                                                                               |
| --------------------------------------- | --- |
| 1. Амбасэль (центр — Хайк)              | 1. Амбасэль (центр — Уычале) 2. Тэхуледэрэ (центр — Сулула) 3. Уоррэ-Бабо (центр — Быстима)          |
| 2. Ауса (центр — Бати)                  | 1. Ауса (центр — Асайита) 2. Афэмбо (центр — Афэмбо) 3. Бати (центр — Бати) 4. Дубти (центр — Дубти) |
| 3. Борэна (центр — Мэканэ-Сэлам)        | 1. Дэбрэ-Сина (центр — Уогди) 2. Кэлала (центр — Кэлала) 3. Сайинт (центр — Аджибар)                 |
| 4. Дэссе-Зурия (центр — Дэссе)          | 1. Дэссе-Зурия (центр — Дэссе) 2. Кутабэр (центр — Кутабэр)                                          |
| 5. Йеджу (центр — Уольдыя)              | 1. Губа-Лафто (центр — Уольдыя) 2. Хабру (центр — Ургеса)                                            |
| 6. Калу (центр — Комбольча)             | 1. Альбуко (центр — Альбуко) 2. Калу (центр — Анчаро)                                                |
| 7. Ласта (центр — Дэбрэ-Цэхай)          | 1. Бугына (центр — Айина) 2. Гында (Муджа) (центр — Муджа) 3. Шэдыко-Мэкет (центр — Филагит)         |
| 8. Рая и Кобо (центр — Аламата)         | 1. Аламата (центр — Аламата) 2. Кобо (центр — Кобо)                                                  |
| 9. Уаг (центр — Сэкота)                 | 1. Дэхана (центр — Амдэ-Уорк) 2. Мэхаль-Уофла (центр — Корэм) 3. Сэкота (центр — Сэкота)             |
| 10. Уадла-Дэланта (центр — Уогэль-Тена) | 1. Дэланта (центр — Уогэль-Тена) 2. Уадла-Даунт (центр — Кон-Або)                                    |
| 11. Уоррэ-Илу (центр — Уоррэ-Илу)       | 1. Джама (центр — Дэголо) 2. Лага-Хида (центр — Дэрк-Амба) 3. Уоррэ-Илу (центр — Кабе)               |
| 12. Уоррэ-Химэну (центр — Тэнта)        | 1. Ленамбо (центр — Акэста) 2. Мэкдэла (центр — Амба-Марьям) 3. Тэнта (центр — Аджибар)              |

В 1974 году провинция Уолло была, как и все провинции Эфиопии, преобразована в регион.
В 1994 году после введения нового административного деления Эфиопии регион Уолло был упразднён, а его территория разделена между Амхарой, Афаром и Тыграем.